# Gladys Cooper

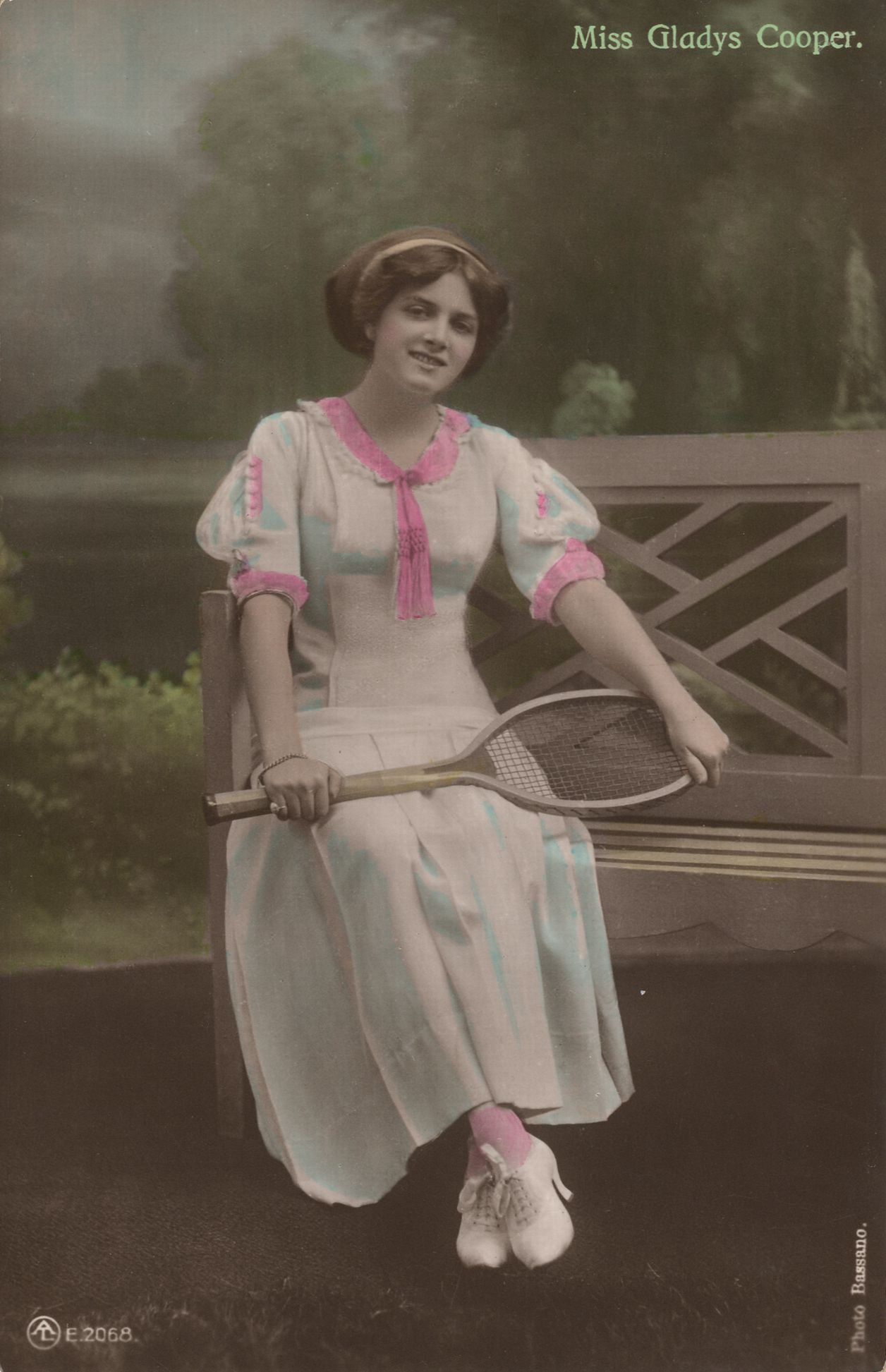
Gladys Cooper, Postkarte (um 1910)

Dame Gladys Constance Cooper DBE (* 18. Dezember 1888 in Lewisham, England; † 17. November 1971 in Henley-on-Thames, England) war eine britische Film- und Theaterschauspielerin.

## Leben
Gladys Cooper war die älteste von drei Töchtern des Journalisten William Frederick Cooper (1844–1939) und seiner Ehefrau Mabel Barnett (1861–1944). Sie wuchs im Londoner Stadtteil Chiswick auf, nebenbei arbeitete sie bereits als Kind als Fotomodell. Später gab sie als Fünfzehnjährige ihr Theaterdebüt und war wenige Jahre später ein gefeierter Bühnenstar in ihrem Heimatland. Meist trat sie in Stücken des Edwardianschen Theaters, das sich auf Musicalkomödien spezialisiert hatte, daneben trat sie aber auch in ernsteren Stücken auf. Während des Ersten Weltkrieges war sie wegen ihres guten Aussehens ein beliebtes Pin-Up-Girl der britischen Truppen. 1919 übernahm sie das Management des renommierten Londoner Playhouse Theatre, eine Aufgabe, die sie bis 1932 innehatte. Danach zog es sie an den New Yorker Broadway, wo sie in den 1930er- und 1940er-Jahren regelmäßig spielte.
Bereits 1913 hatte Cooper ihr Filmdebüt im britischen Stummfilm gegeben, bis Anfang der 1920er-Jahre trat sie dort in neun Filmen in Hauptrollen auf. Ihr Hollywood-Debüt gab sie 1940 in der Rolle der Schwester von Laurence Olivier in Alfred Hitchcocks Verfilmung Rebecca nach dem Roman von Daphne du Maurier. Sie etablierte sich schnell als gefragte Nebendarstellerin von mütterlichen Rollen oder Damen der hohen Gesellschaft. Dreimal war sie für den Oscar als beste Nebendarstellerin nominiert: 1942 als dominante Mutter von Bette Davis in Reise aus der Vergangenheit, ein Jahr später für die Rolle einer Ordensschwester in Das Lied von Bernadette sowie 1964 für die aufwendige Verfilmung von My Fair Lady (in der Rolle als die Mutter von Prof. Higgins gespielt von Rex Harrison). Letztendlich blieb ihr diese Auszeichnung aber versagt. Gladys Cooper spielte insgesamt in über 30 Filmen, bis ins hohe Alter pendelte sie zwischen Engagements in London, am Broadway und in Hollywood. Auch im aufkommenden Medium Fernsehen hatte sie zahlreiche Gastrollen. Dort war sie in einer Episode der Fernsehserie Die 2 1971 in ihrer letzten Rolle zu sehen.
1967 wurde sie für ihre Verdienste von Königin Elisabeth II. zur Dame Commander of the Order of the British Empire ernannt. 
Gladys Cooper war dreimal verheiratet. Aus der ersten Ehe mit Captain Herbert Buckmaster ging die gemeinsame Tochter Joan Buckmaster (1910–2005) hervor, die mit dem Schauspieler Robert Morley verheiratet war. Die Tochter aus ihrer Ehe mit Sir Neville Pearson, Sally Pearson (* 1929), heiratete später den Schauspieler Robert Hardy. In dritter Ehe war Cooper von 1937 bis zu seinem Tod 1946 mit ihrem britischen Schauspielkollegen Philip Merivale liiert.

## Filmografie (Auswahl)

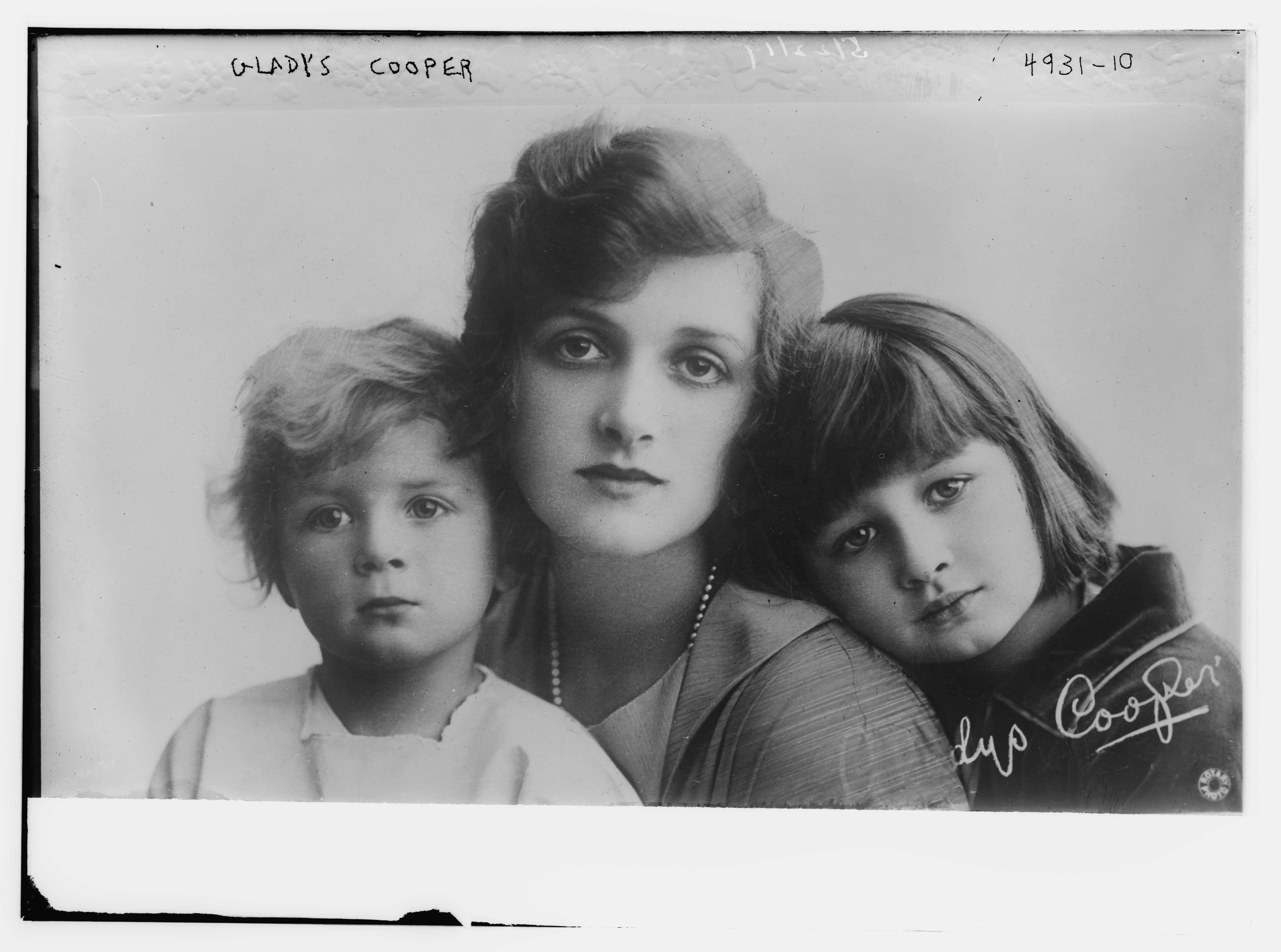
Gladys Cooper mit ihren Kindern

- 1913: The Eleventh Commandment (Kurzfilm)
- 1940: Rebecca
- 1940: Fräulein Kitty (Kitty Foyle)
- 1941: Lord Nelsons letzte Liebe (That Hamilton Woman)
- 1942: Reise aus der Vergangenheit (Now, Voyager)
- 1943: Auf ewig und drei Tage (Forever and a Day)
- 1943: Der Pilot und die Prinzessin (Princess O’Rourke)
- 1943: Das Lied von Bernadette (The Song of Bernadette)
- 1944: Die weißen Klippen (The White Cliffs of Dover)
- 1944: Tagebuch einer Frau (Mrs. Parkington)
- 1945: Liebesbriefe (Love Letters)
- 1945: Die Entscheidung (The Valley of Decision)
- 1946: Das Vermächtnis (The Green Years)
- 1947: Jede Frau braucht einen Engel (The Bishop’s Wife)
- 1947: Taifun (Green Dolphin Street)
- 1948: Der Pirat (The Pirate)
- 1948: Dr. Johnsons Heimkehr (Homecoming)
- 1949: Der geheime Garten (The Secret Garden)
- 1949: Madame Bovary und ihre Liebhaber (Madame Bovary)
- 1951: Schwester Maria Bonaventura (Thunder on the Hill)
- 1952: Die Söhne der drei Musketiere (At Sword's Point)
- 1953: Der Mann, der Rothaarige liebte (The Man Who Loved Redheads)
- 1958: Getrennt von Tisch und Bett (Separate Tables)
- 1962: Die Totenliste (The List of Adrian Messenger)
- 1964: My Fair Lady
- 1964–1965: Gauner gegen Gauner (The Rogues; Fernsehserie, 24 Folgen)
- 1967: Der glücklichste Millionär (The Happiest Millionaire)
- 1967: Callan (Fernsehserie, 1 Folge)
- 1972: Die 2 (The Persuaders!; Fernsehserie, eine Folge)